# Мужская сборная Узбекистана по баскетболу
Мужская сборная Узбекистана по баскетболу представляет Узбекистан на международных турнирах по баскетболу. Семь раз участвовала в чемпионате Азии. По состоянию на 2021 год ни разу не смогла выиграть путёвку на Олимпийские игры и чемпионат мира.
По состоянию на конец 2014 года, мужская сборная Узбекистана по баскетболу провела 45 официальных матчей, выиграла 17 матчей, проиграла в 28 матчах.
Генеральная прокуратура Узбекистана выявила несколько случаев присвоения средств руководящими должностными лицами в Федерации баскетбола на 489 млн сумов, сообщает пресс-служба ведомства.
Теперь понятно почему не проводится высшая лига уже два года

## Участие наЧемпионате Азии
| Год и место проведения           | Место                  |
| -------------------------------- | ---------------------- |
| до 1991 года была в составе СССР |                        |
| 1993 Джакарта                    | не прошла квалификацию |
| 1995 Сеул                        | 7                      |
| 1997 Эр-Рияд                     | не прошла квалификацию |
| 1999 Фукуока                     | 9                      |
| 2001 Шанхай                      | 9                      |
| 2003 Харбин                      | 14                     |
| 2005 Доха                        | 11                     |
| 2007 Токусима                    | не прошла квалификацию |
| 2009 Тяньцзинь                   | 14                     |
| 2011 Ухань                       | 12                     |
| 2013 Манила                      | не прошла квалификацию |

## Участие наАзиатских Играх
| Год и место проведения | Место                  |
| ---------------------- | ---------------------- |
| 1994 Хиросима          | не прошла квалификацию |
| 1998 Бангкок           | 9                      |
| 2002 Пусан             | не прошла квалификацию |
| 2006 Доха              | 11                     |
| 2010 Гуанчжоу          | 6                      |
| 2014 Инчхон            | не прошла квалификацию |